# أندرو دانغلو
أندرو دانغلو (بالإنجليزية: Andrew D’Angelo) هو ملحن وموسيقي أمريكي، ولد في 2 نوفمبر 1965 في غريلي في الولايات المتحدة.

## وصلات خارجية
- الموقع الرسمي
- أندرو دانغلو على موقع ميوزك برينز (الإنجليزية)
- أندرو دانغلو على موقع ديسكوغز (الإنجليزية)